# Ptilinopus porphyreus
El tilopo cuellirrosa o tilopo de cuello rosado  (Ptilinopus porphyreus) es una especie de ave columbiforme de la familia Columbidae. No se conocen subespecies.

## Distribución geográfica
Es endémico de las selvas montanas de Sumatra, Java y Bali.